# Ряполовские

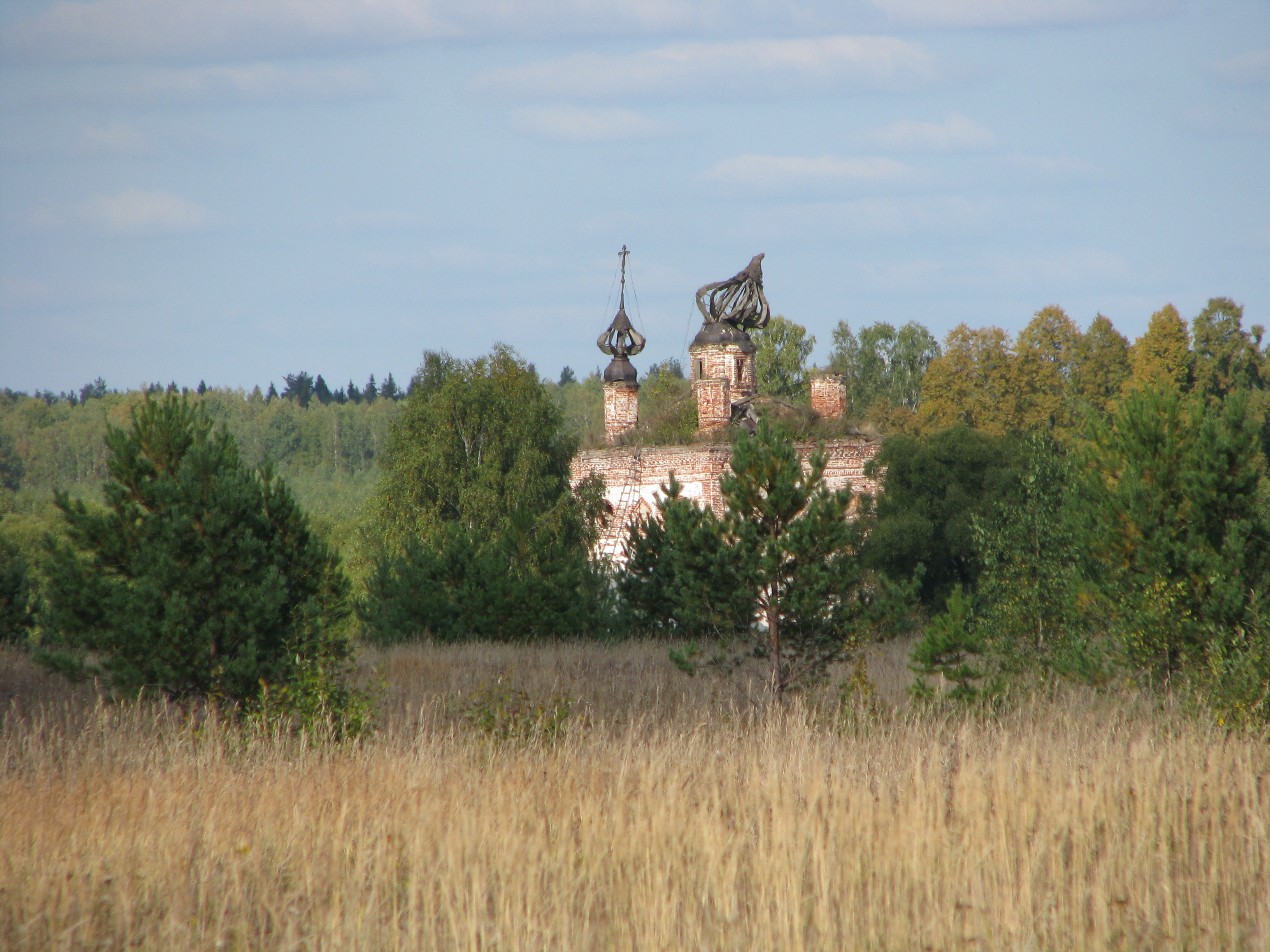
Благовещенская церковь в Ряполове. 2015

Ряполо́вские (Стри́гины) — ветвь князей Стародубских, от которой происходят князья Татевы (род пресекся) и Хилковы (существующие). Всего их известно 18 лиц. Последний князь Ряполовский жил при Иване Грозном.
Род внесён в Бархатную книгу.

## Происхождение и история рода
Родоначальник князей Ряполовских — Иван Андреевич Ногавица, сын Андрея Фёдоровича Стародубского. Центром его крохотного удела было село Ряполово на реке Унгар, в Стародубском княжестве Владимиро-Суздальской земли (ныне Южский район Ивановской области).
Ряполовские рано перешли на службу к московским правителям и заняли высокое место в рядах придворной аристократии. Два сына князя Фёдора Семёновича Ряполовского-Стриги, жившие в середине XVI века, носили фамилию Стригины.
Когда Шемяка овладел Москвой в 1447 году, то князь Иван Иванович Ряполовский скрывал у себя в селе Бояров от Шемяки детей великого князя Василия Васильевича Тёмного, младенцев князей Иоанна и Юрия. При содействии братьев своих князей Семёна и Дмитрия он отвёз царственных младенцев в Муром, где начал собирать войско. С помощью князей Боровских и Оболенских, бояр Василия Фёдоровича Кутузова, Михаила Борисовича Плещеева и других верных слуг государя он разбил Шемяку и вернул престол законному государю.

## Известные представители
- Ряполовский, Василий Семёнович Мних — боярин Ивана III и Василия III.
- Ряполовский, Иван Иванович — боярин Василия Тёмного.
- Ряполовский, Пётр Семёнович Лобан (ум. в 1524) — боярин Ивана III и Василия III.
- Ряполовский, Семён Иванович по прозвищу Хрипун — боярин Василия Тёмного.
- Ряполовский, Семён Иванович по прозвищу Молодой (казнён в 1499) — боярин Ивана III.